# Сирийски туркмени
Сирийски туркмени, наричани още сирийски туркомани, турски сирийци или просто сирийски турци или турци от Сирия (на арабски: تركمان سوريا; на турски: Suriye Türkmenleri или Suriye Türkleri; на английски: Syrian Turkmen, Syrian Turks, Turks of Syria) са сирийски граждани от турски произход, които основно проследяват корените си в Анадола (т.е. съвременна Турция). Сирийските тюркмени, говорещи турски език, са третата по големина етническа група в страната след арабите и кюрдите.
По-голямата част от сирийските туркмени са потомци на мигранти, пристигнали в Сирия по време на османското владичество (1516 – 1918), обаче има и много сирийски туркмени, които са потомци на по-ранни турски заселници, пристигнали по време на Селджукската империя (1037 – 1194), и мамелюкски (1250–1517). Някои оценки показват, че ако се вземат предвид арабизираните туркмени (тези, които вече не говорят арабски като основен език), те формират втората по големина група в страната. По-голямата част от сирийските туркмени са мюсюлмани сунити.